# Inwood, Florida
Inwood är en ort (CDP) i Polk County, i delstaten Florida, USA. Enligt United States Census Bureau har orten en folkmängd på 6 403 invånare (2010) och en landarea på 4,9 km².